# Occidozyginae
Az Occidozyginae a kétéltűek (Amphibia) osztályába és  a békák (Anura) rendjébe tartozó  alcsalád.

## Rendszerezés
Az alcsaládba az alábbi nemek tartoznak:
- Ingerana Dubois, 1987
- Occidozyga Kuhl and Van Hasselt, 1822

## Elterjedése
A családba tartozó fajok Délkelet-Ázsiában és Kínában honosak.